# PowerBook 3400
Il PowerBook 3400 è un computer portatile prodotto dalla Apple tra il febbraio e il novembre 1997, facente parte della famiglia PowerBook.
Primo portatile tra i PowerBook ad usare la connessione IrDA (da 1Mb), era dotato di drive di espansione compatibili con il PowerBook 5300. Unico laptop della storia Apple ad essere dotato di quattro casse audio.
Fu prodotto in tre versioni: una a 180 MHz senza il drive CDrom; le altre due a 200 MHz e 240 MHz, dotate di floppy+CDRom.